# Nicklas Højlund
Nicklas Højlund (Koppenhága, 1990. március 6. –) dán labdarúgó, jelenleg a dán Lyngby BK kapusa.

## Pályafutása
2009. június 14-én debütált a dán másodosztályban a FC Roskilde ellen 3-2-re elvesztett hazai mérkőzésen.

## Statisztikája
| Klub      | Szezon   | Bajnokság | Bajnokság | Kupa  | Kupa | Nemzetközi | Nemzetközi | Összesen | Összesen |
| Klub      | Szezon   | Mérk.     | Gól       | Mérk. | Gól  | Mérk.      | Gól        | Mérk.    | Gól      |
| --------- | -------- | --------- | --------- | ----- | ---- | ---------- | ---------- | -------- | -------- |
| Lyngby BK | 2008-09  | 1         | 0         | 0     | 0    | –          | –          | 1        | 0        |
| Lyngby BK | 2009-10  | 12        | 0         | 0     | 0    | –          | –          | 12       | 0        |
| Lyngby BK | 2010-11  | 7         | 0         | 1     | 0    | –          | –          | 8        | 0        |
| Lyngby BK | 2011-12  | 6         | 0         | 0     | 0    | –          | –          | 6        | 0        |
| Lyngby BK | 2012-13  | 15        | 0         | 1     | 0    | –          | –          | 16       | 0        |
| Összesen  | Összesen | 41        | 0         | 2     | 0    | 0          | 0          | 43       | 0        |